# سیمین صالحی
سیمین صالحی از اعضای اولیهٔ سازمان مجاهدین خلق ایران بود. او و همسرش بهرام آرام و لطف‌الله میثمی به اتهام عملیات ترور مستشاران آمریکایی دستگیر شدند. او بعد انقلاب به آمریکا مهاجرت کرد و مشغول طبابت است.

## زندگی
او فرزند مهندس محمود صالحی و متولد ۱۳۲۵ است. وی در دانشگاه مشهد در سال ۱۳۴۳ در رشته پزشکی آغاز به تحصیل کرده و در سال۱۳۵۰ در دوره تخصصی جراحی در دانشگاه تهران و در بیمارستان سینا پذیرفته شد.
قبل از عضویت در سازمان با یکی از هم دانشگاهیان بنام ایرج قهرمانلو ازدواج می‌کند. او توسط قهرمانلو و یکی از دوستانش بنام عباس جاودانی از اعضای سازمان جذب تشکیلات می‌شود و توسط او با بهرام آرام آشنا می‌گردد. پس از گذشت مدتی قهرمانلو از سازمان جدا و دستور طلاق او و سیمین از جانب مرکزیت سازمان صادر می‌شود. پس از مدتی او و بهرام آرام ارتباط عاطفی برقرار می‌کنند. امری که تا آن هنگام مذموم و نکوهیده شمرده می‌شده است.
سیمین صالحی در بازجوئی در مورد روابط خود با بهرام آرام می‌گوید: «پس از اینکه من به او علاقه‌مند شدم، او اظهار داشت که عاشق من شده است و از اول هم به من علاقه‌مند بوده است ولی نمی‌تواند با من ازدواج کند و چند بار گریه کرد. من اشک مرد را ندیده بودم و قبلاً هیچ‌کس اینگونه به من اظهار علاقه نکرده بود. من با ناراحتی که از زندگی با ایرج داشتم و این محبت که او همه برای منافع خودش بود تحت تأثیر قرار گرفتم» میثمی در خصوص رابطه آرام و سیمین مدعی است آن‌ها به‌طور رسمی ازدواج کرده بودند، سیمین از بهرام آرام حامله می‌شود، آرام تمایل داشته وی فرزندش را کورتاژ کند اما او راضی به انجام این کار نشده است.

## حادثه ۲۷ مرداد ۱۳۵۳
طبق تصمیم مرکزیت سازمان قرار بر این بوده است که چند انفجار در سالگشت کودتای ۲۸ مرداد انجام شود. سیمین صالحی که قبلاً نیز در برنامه‌هایی مانند انتقال جسد محمدجواد پورسعیدی حضور داشته است در این برنامه نیز به همراه لطف‌الله میثمی و ناصر جوهری قصد فعالیت داشته اما در جریان ساخت بمب، انفجاری صورت می‌گیرد، در این حادثه دست چپ و هر دو چشم میثمی آسیب می‌بیند و چشم راست سیمین نیز نابینا می‌شود. او در این مورد می‌گوید: «من پریدم در خانه را باز کردم و به مردم گفتم: او (میثمی) را نجات دهید، و خودم فرار کردم. وقتی از پشت بام پایین می‌آمدم، زیر پایم خالی شد و من داخل حیاط همسایه افتادم… خیلی خیلی وحشت زده بودم، جلو یک ماشین را گرفتم و به او گفتم پایین بیاید، پشت رل نشستم و چندین خیابان را رفتم. می‌خواستم هر چه زودتر خود را به منزلمان برسانم، به یک ماشین زدم… از ماشین پیاده شدم ولی باز متوجه شدم پاهایم را قادر نیستم حرکت بدهم… همین‌طور یواش یواش راه می‌رفتم، یک پیکان جلویم آمد، من او را تهدید کردم وقتی پیاده شد و به طرفم آمد، چند قدم بیشتر با من فاصله نداشت و اسلحه من جلوی قلبش بود ولی دلم نیامد که او را بکشم، مرد پیری بود، مچ دستم را گرفت و همین‌طور می‌پیچاند. دست من هم روی اسلحه بود و مرتب تیراندازی می‌شد، مثل این که یک تیر به پای مردی خورد، من آن مرد را در بیمارستان شهربانی دیدم، حالش کاملاً خوب بود» در نهایت او توسط یک استوار دستگیر می‌شود. در این زمان سیمین ۷ ماهه باردار بود. فرزند سیمین و بهرام دختری بود که در زندان به دنیا آمد و سیمین نام او را «سپیده سحر» گذاشت.

## زندان
او بعد از دستگیری، محاکمه و به حبس ابد محکوم و در زندان قصر زندانی شد.

## بعد از انقلاب
از ایران خارج شده و به آمریکا رفت و به عنوان پزشک مشغول بکار شد.